# Nedaničky
Nedaničky jsou malá vesnice, část města Měčín v okrese Klatovy v Plzeňském kraji. Nachází se asi tři kilometry jihozápadně od Měčína. Prochází zde silnice II/117. Je zde evidováno 19 adres. V roce 2011 zde trvale žilo 27 obyvatel.
Nedaničky jsou také název katastrálního území o rozloze 1,34 km².

## Historie
První písemná zmínka o vesnici pochází z roku 1548.

## Obyvatelstvo
| Rok            | 1869 | 1880 | 1890 | 1900 | 1910 | 1921 | 1930 | 1950 | 1961 | 1970 | 1980 | 1991 | 2001 | 2011 | 2021 |
| -------------- | ---- | ---- | ---- | ---- | ---- | ---- | ---- | ---- | ---- | ---- | ---- | ---- | ---- | ---- | ---- |
| Počet obyvatel | 123  | 111  | 134  | 131  | 117  | 127  | 119  | 63   | 52   | 52   | 28   | 21   | 28   | 27   | 25   |
| Počet domů     | 18   | 18   | 22   | 22   | 23   | 24   | 24   | 20   | 20   | 16   | 14   | 14   | 15   | 15   | 17   |

## Obecní správa
Při sčítání lidu v letech 1850–1963 Nedaničky byly samostatnou obcí v okrese Přeštice. Od roku 1964 jsou částí města Měčín v okrese Klatovy.

## Pamětihodnosti
- Mohylník
- Sýpka u domu čp. 13

## Galerie

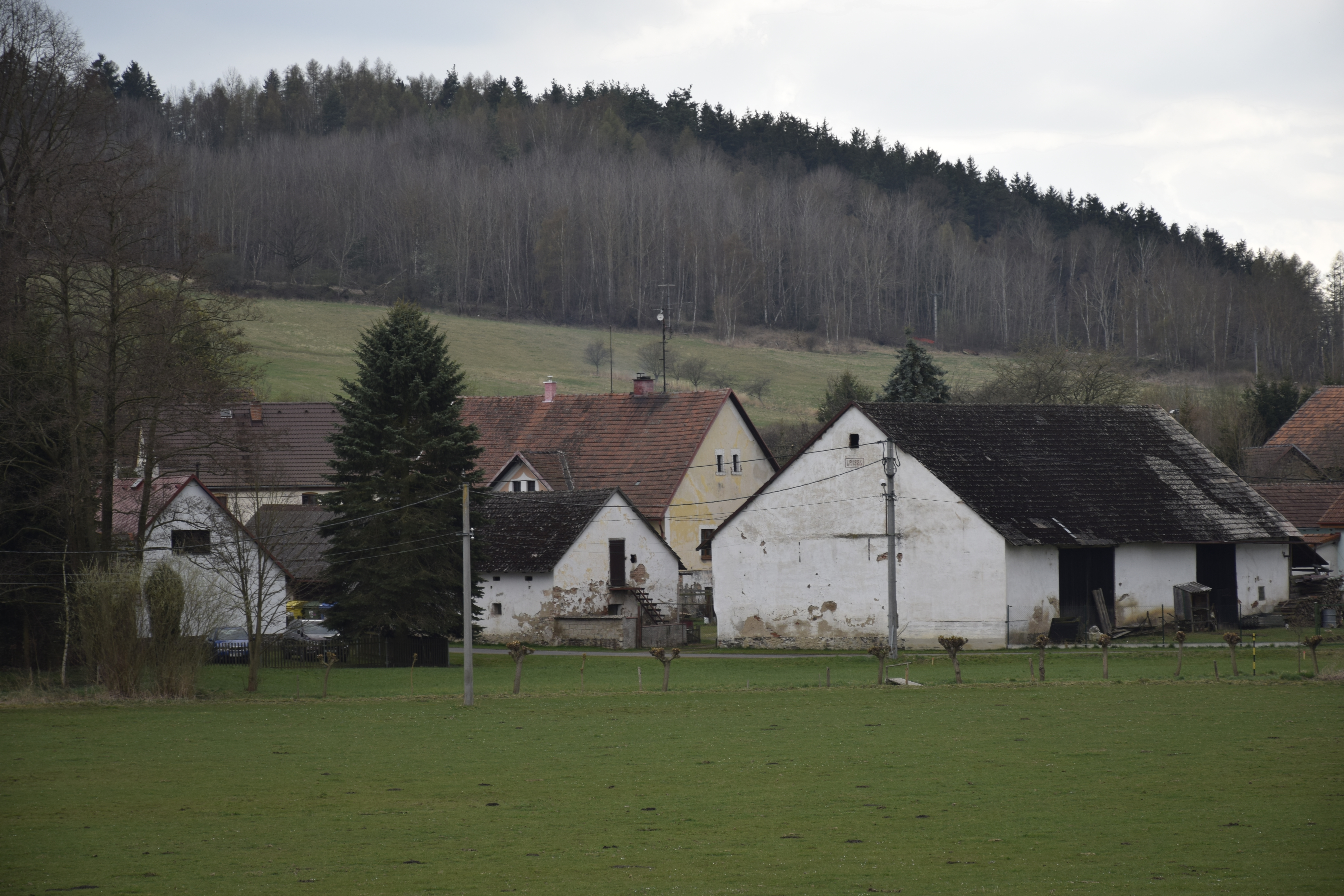
Ves zdáli
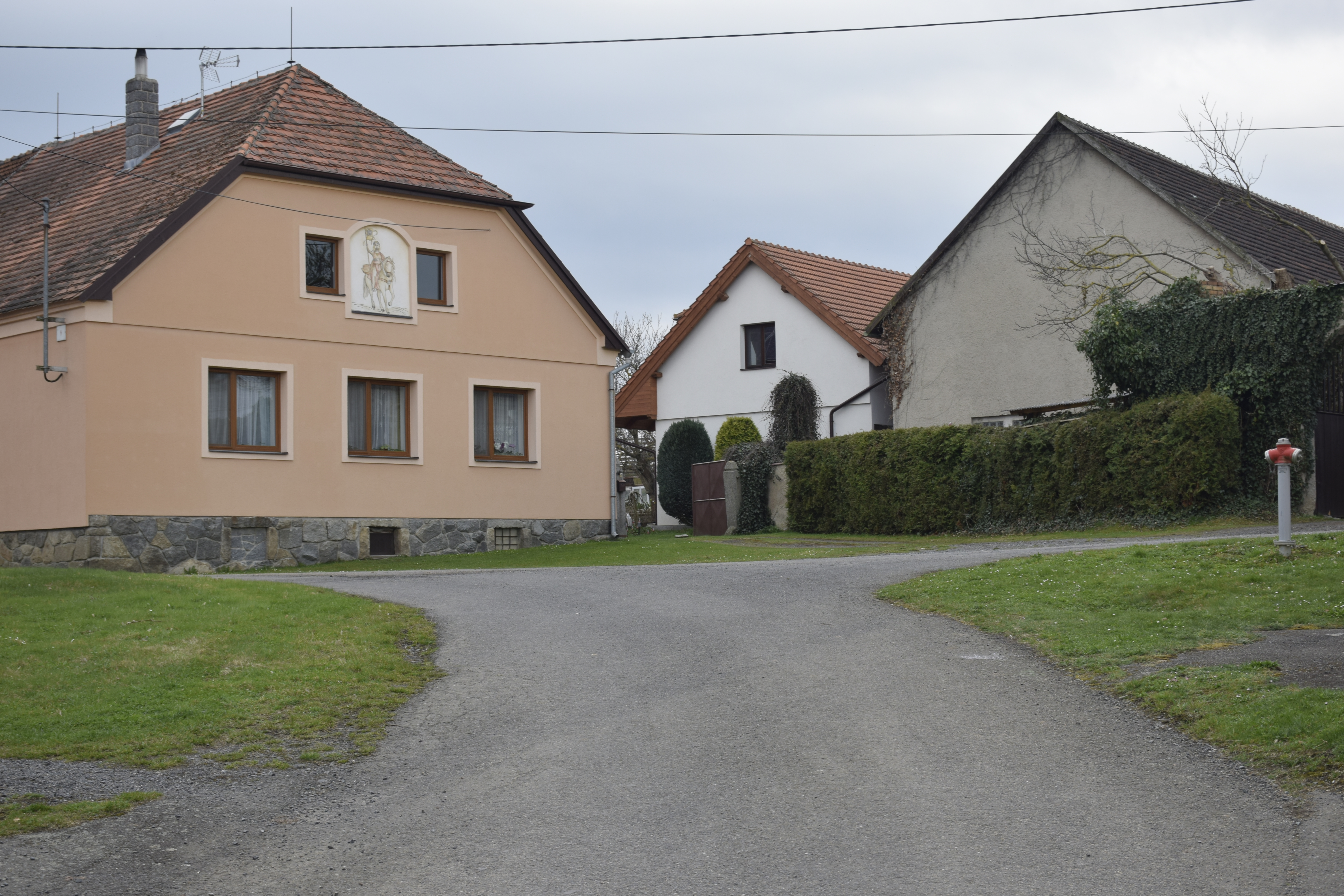
Domy
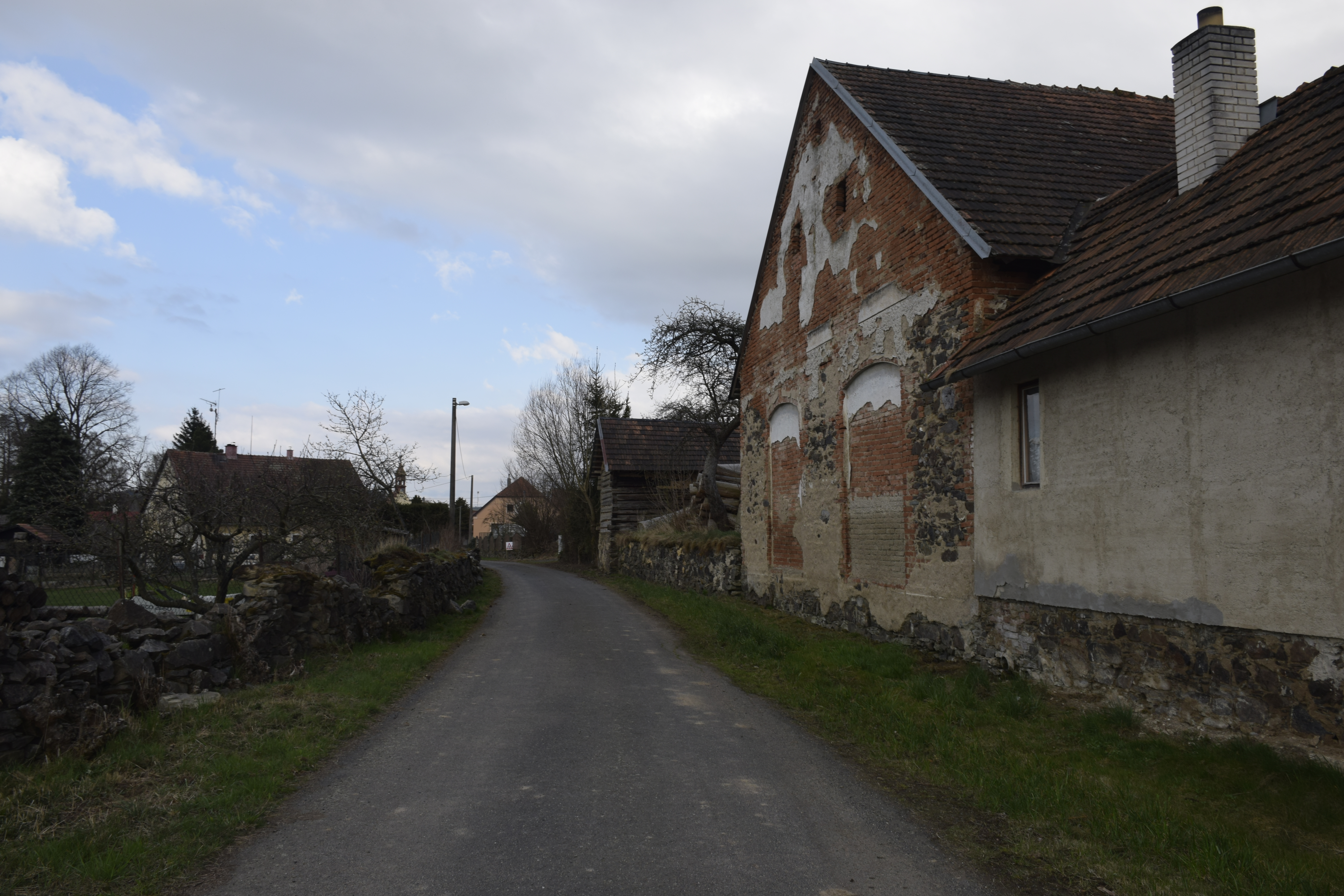
Cesta